# شصتانرودپایین
شصتن رود، روستایی از توابع بخش اتاقور شهرستان لنگرود در استان گیلان ایران است.

## جمعیت
این روستا در دهستان لات لیل قرار دارد و براساس سرشماری مرکز آمار ایران در سال ۱۳۸۵، جمعیت آن ۹۳ نفر (۲۳خانوار) بوده‌است.
(این روستا در سال 1399 با شصتنرود بالا تجمیع شده است و جمعیت آن بالای 130 نفر می باشد و نیز تعداد خانوار به بالای30 خانوار تغییر یافته است